# 预科微积分
在数学教育中，预科微积分是在高中或大学阶段进行代数和三角学的教育，以对微积分的学习进行准备。学校经常将代数和三角作为两门独立的课程。
与预科代数和代数的关系不同，预科微积分中只提到一小部分的微积分概念，有时还会涉及到一些在之前的教育中没有提到的代数概念。预科微积分会提到圆锥曲线、向量、矩阵、幂函数以及其他一些微积分所需要的前置知识。

## 概念
预科微积分可能包含：
- 集合
- 实数
- 复数
- 解不等式和等式
- 函数的性质
- 函数和反函數
- 复合函数
- 多项式函数
- 有理函数
- 三角学
- 三角函数和反三角函数
- 三角恒等式
- 圆锥曲线
- 指数函数
- 对数
- 序列和级数
- 二项式定理
- 向量
- 参数方程
- 极坐标
- 矩阵
- 数学归纳法
- 极限

### 开源电子课本
- Stitz and Zeager - Precalculus
- Lippman and Rasmussen - Precalculus: An Investigation of Functions （页面存档备份，存于）
- Abramson, Falduto, Gross, et al. - Precalculus （页面存档备份，存于）